# Antonio Cece (vescovo)
Antonio Cece (Cimitile, 10 giugno 1914 – Aversa, 10 giugno 1980) è stato un vescovo cattolico italiano.

## Biografia
Nacque a Cimitile, in provincia di Napoli e diocesi di Nola, il 10 giugno 1914. Era zio dell'arcivescovo Felice Cece.

### Formazione e ministero sacerdotale
Compì gli studi nel seminario vescovile di Nola e nel Pontificio Seminario Interregionale Campano "San Luigi" di Posillipo (Napoli).
Il 19 dicembre 1936 fu ordinato presbitero dal vescovo Michele Raffaele Camerlengo.
Si laureò in Teologia alla Pontificia Università Gregoriana in Roma e in Filosofia all'Università Cattolica del Sacro Cuore di Milano.
Insegnò Teologia dogmatica nel Pontificio Seminario regionale per l'Alto Lazio di "Santa Maria della Quercia" in Viterbo, e Filosofia nei Licei vescovili di Nola dal 1945 al 1956 e di Aversa dal 1968 al 1980, dimostrandosi professore appassionato, maestro disinteressato ed educatore che suscitava grande entusiasmo tra i giovani studenti e docenti.

### Ministero episcopale
Il 3 maggio 1956 papa Pio XII lo nominò vescovo di Ischia; succedette a Ernesto de Laurentiis, deceduto il 4 gennaio precedente. Il 29 giugno 1956 ricevette l'ordinazione episcopale, nella cattedrale di Nola, dal vescovo Adolfo Binni, co-consacranti i vescovi Francesco Orlando e Matteo Guido Sperandeo.
Il 6 agosto 1962, in ragione della veneranda età del vescovo di Aversa Antonio Teutonico, fu trasferito alla sede titolare di Damiata e nominato vescovo coadiutore con diritto di successione della diocesi di Aversa.
Il 31 marzo 1966 Antonio Teutonico si ritirò dalla diocesi di Aversa, così il vescovo Antonio Cece ne divenne automaticamente nuovo pastore. Durante la sua permanenza nella diocesi di Aversa Cece ebbe modo di formare numerosi sacerdoti. Tra questi il vescovo Antonio Cece ordinò anche il cardinale Crescenzio Sepe (1967) e gli arcivescovi Andrea Mugione (1964), Alessandro D'Errico (1974), Salvatore Pennacchio (1976) e Giovanni d'Aniello (1978).
Dopo 18 anni di ministero ad Aversa, morì il 10 giugno 1980, giorno del suo 66º compleanno, appena pochi mesi prima il terremoto dell'Irpinia. Riposa nella cappella di famiglia, accanto ai suoi genitori, nel cimitero di Cimitile come da suo desiderio.

## Genealogia episcopale
La genealogia episcopale è:
- Cardinale Scipione Rebiba
- Cardinale Giulio Antonio Santori
- Cardinale Girolamo Bernerio, O.P.
- Arcivescovo Galeazzo Sanvitale
- Cardinale Ludovico Ludovisi
- Cardinale Luigi Caetani
- Cardinale Ulderico Carpegna
- Cardinale Paluzzo Paluzzi Altieri degli Albertoni
- Papa Benedetto XIII
- Papa Benedetto XIV
- Papa Clemente XIII
- Cardinale Marcantonio Colonna
- Cardinale Giacinto Sigismondo Gerdil, B.
- Cardinale Giulio Maria della Somaglia
- Cardinale Carlo Odescalchi, S.I.
- Cardinale Costantino Patrizi Naro
- Cardinale Lucido Maria Parocchi
- Papa Pio X
- Cardinale Gaetano De Lai
- Cardinale Raffaele Carlo Rossi, O.C.D.
- Arcivescovo Gilla Vincenzo Gremigni, M.S.C.
- Vescovo Adolfo Binni
- Vescovo Antonio Cece

## Opere
- Amo la Chiesa?: amo la chiesa così com'è, Napoli, A. Trani, 1960.
- Il card. Francesco Morano elogio funebre letto nel duomo di Aversa il 15 luglio 1968, Napoli, Tipografia Laurenziana, 1968.
- Amo la Chiesa, Marigliano, Edizioni Anselmi, 2005 (postuma).